# TV Cidade (Londrina)
TV Cidade é uma emissora de televisão brasileira sediada em Londrina, cidade do estado do Paraná. Opera no canal 5 (23 UHF digital) e é afiliada ao SBT. Integra a Rede Massa, rede de televisão paranaense pertencente ao Grupo Massa.

## História
A TV Cidade foi fundada em 17 de abril de 1989, sendo membro do Grupo Paulo Pimentel. Até então, Londrina e região recebiam o sinal do SBT através da TV Tibagi, de Apucarana, que era uma forte concorrente da londrinense TV Coroados (hoje RPC Londrina), afiliada da Rede Globo.
No dia 17 de março de 2008, a TV Cidade e as outras três emissoras do Grupo Paulo Pimentel (TV Iguaçu de Curitiba, TV Tibagi de Apucarana e Maringá e TV Naipi de Foz do Iguaçu) foram adquiridas pelo apresentador e empresário Carlos Massa (mais conhecido como Ratinho) por R$ 70 mi. Com isso, Ratinho formou a rede de televisão que leva seu sobrenome, a Rede Massa.

## Sinal digital
| Canal virtual | Canal digital | Resolução de tela | Programação                              |
| ------------- | ------------- | ----------------- | ---------------------------------------- |
| 5.1           | 23 UHF        | 1080i             | Programação principal da TV Cidade / SBT |

Transição para o sinal digital
Com base no decreto federal de transição das emissoras de TV brasileiras do sinal analógico para o digital, a TV Cidade, bem como as outras emissoras de Londrina, cessou suas transmissões pelo canal 05 VHF no dia 28 de novembro de 2018, seguindo o cronograma oficial da ANATEL.

## Programas
Além de retransmitir a programação nacional do SBT, a TV Cidade produz e exibe os seguintes programas:
- Primeiro Impacto Paraná: telejornal, com Gelson Negrão;
- Destaque: programa de variedades, com Cloara Pinheiro;
- Tribuna da Massa: telejornal, com Felipe Macedo;
- Show de Bola: jornalístico esportivo, com Izadora Bicalho;
- Cidade Entrevista: programa de entrevistas, com Raquel Rodrigues;

Retransmitidos da TV Iguaçu
- Salada Mista: humorístico, com Rafael Massa e Hallorino Júnior;
- SBT Paraná: telejornal, com Simone Munhoz;
- Armazém da Massa: programa musical, com Camilinho Reis

## Retransmissoras
- Bandeirantes - 35 UHF / 23 UHF digital (em implantação)
- Cambará - 47 UHF
- Cornélio Procópio - 05 (39 UHF)
- Figueira - 13 (40 UHF)
- Ibaiti - 26 UHF / 15 UHF digital (em implantação)
- Jacarezinho - 08 VHF / 39 UHF digital (em implantação)
- Ribeirão Claro - 26 UHF
- Santo Antônio da Platina - 48 UHF / 23 UHF digital (em implantação)
- Siqueira Campos - 21 UHF
- Wenceslau Braz - 28 UHF / 23 UHF digital (em implantação)